# ژاوی انونزیاتا
ژاوی انونزیاتا (انگلیسی: Xavi Annunziata؛ زادهٔ ۳۱ اوت ۱۹۸۷) بازیکن فوتبال اهل اسپانیا است.
از باشگاه‌هایی که در آن بازی کرده‌است می‌توان به باشگاه فوتبال اوئسکا، باشگاه فوتبال رئال اویدو، و باشگاه فوتبال اوساسونا اشاره کرد.